# Megatron (silnik)
Megatron – marka silników używanych w Formule 1 w latach 1987–1988, w rzeczywistości będących silnikami BMW M12/13.

## Historia
W 1986 roku Jackie Oliver przekonał amerykańską firmę ubezpieczeniową United States Fidelity & Guaranty (USF&G) do sponsorowania jego zespołu Arrows. Jedną ze spółek zależnych USF&G był Megatron, należąca do Johna Schmidta firma leasingująca komputery.

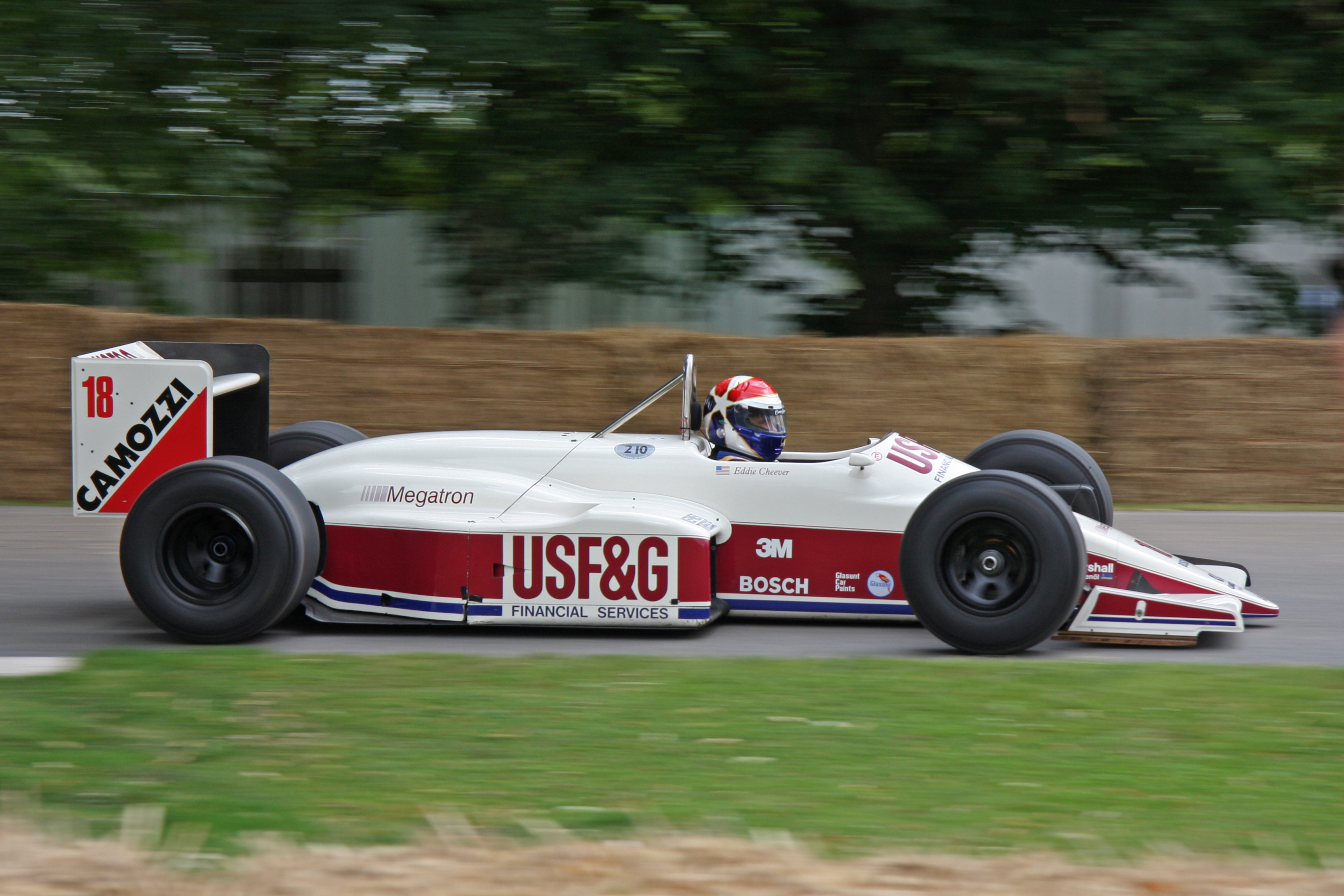
Arrows A10B-Megatron

Pod koniec tego roku BMW wycofało się z Formuły 1 i Arrows, korzystający z silników tej marki, musiał znaleźć sobie nowe silniki. Schmidt namówił USF&G na zakup starych, doładowanych czterocylindrowych jednostek BMW, które były następnie przygotowywane w Szwajcarii przez Heiniego Madera. Były to silniki o pojemności 1496 cm³, zdolne rozwinąć moc maksymalną 950 KM przy 11 800 rpm. Jednostki te otrzymały nazwę Megatron i napędzały Arrowsy A10 w 1987. W tym czasie Ligier był zmuszony poszukać nowego dostawcy z powodu nagłego wycofania się Alfy Romeo i wybrał silniki Megatron.
Arrows w 1987 spisywał się dobrze, kończąc sezon na szóstym miejscu w klasyfikacji konstruktorów. Ligier osiągał gorsze wyniki i zrezygnował z jednostek Megatron po sezonie.
Silniki Megatron napędzały Arrowsy A10B w roku 1988. Był to najbardziej udany sezon w historii Arrowsa, a brytyjski konstruktor zajął piąte miejsce w klasyfikacji. Pod koniec roku zabronione zostało stosowanie silników turbodoładowanych i w roku 1989 Arrows używał silników Coswortha.

## Wyniki w Formule 1
| Legenda oznaczeń w tabelach wyników Wyświetl szablon na nowej stronie | Legenda oznaczeń w tabelach wyników Wyświetl szablon na nowej stronie                                                                     |
| Oznaczenie                                                            | Wyjaśnienie |
| --------------------------------------------------------------------- | --- |
| Złoty                                                                 | Zwycięzca lub mistrzostwo |
| Srebrny                                                               | 2. miejsce lub wicemistrzostwo |
| Brązowy                                                               | 3. miejsce lub II wicemistrzostwo |
| Zielony                                                               | Ukończył, punktował (w klasyfikacji generalnej, gdy zdobył co najmniej jeden punkt na przestrzeni sezonu, poza trzema powyższymi opcjami) |
| Niebieski                                                             | Ukończył, nie punktował (w klasyfikacji generalnej, gdy nie zdobył co najmniej jednego punktu na przestrzeni sezonu)                      |
| Czerwony                                                              | Nie zakwalifikował się (NZ) |
| Czerwony                                                              | Nie prekwalifikował się (NPK) |
| Różowy                                                                | Nie ukończył (NU) |
| Różowy                                                                | Niesklasyfikowany (NS) (w klasyfikacji generalnej, gdy nie został sklasyfikowany w żadnym wyścigu sezonu)                                 |
| Czarny                                                                | Zdyskwalifikowany (DK) |
| Czarny                                                                | Wykluczony (WYK/EX) |
| Biały                                                                 | Nie wystartował (NW) |
| Biały                                                                 | Kontuzjowany (K/INJ) |
| Biały                                                                 | Wyścig odwołany (OD/C) |
| Bez koloru                                                            | Został wycofany (WYC/WD) |
| Bez koloru                                                            | Nie przybył (NP/DNA) |
| Bez koloru                                                            | Nie brał udziału w treningach (NT/DNP) |
| Bez koloru                                                            | Nie został zgłoszony (–) |
| Pogrubienie                                                           | Start z pole position |
| Kursywa                                                               | Najszybsze okrążenie wyścigu |
| †                                                                     | Nie ukończył, ale jego rezultat został zaliczony ze względu na przejechanie więcej niż 90% dystansu wyścigu.                              |
| *                                                                     | Sezon w trakcie |
| 1/2/3                                                                 | Punktowana pozycja w sprincie kwalifikacyjnym                                                                                             |
| Lista systemów punktacji Formuły 1                                    | |

| Sezon | Zespół                | Samochód     | Silnik          | Kierowcy           | Wyniki w poszczególnych eliminacjach | Wyniki w poszczególnych eliminacjach | Wyniki w poszczególnych eliminacjach | Wyniki w poszczególnych eliminacjach | Wyniki w poszczególnych eliminacjach | Wyniki w poszczególnych eliminacjach | Wyniki w poszczególnych eliminacjach | Wyniki w poszczególnych eliminacjach | Wyniki w poszczególnych eliminacjach | Wyniki w poszczególnych eliminacjach | Wyniki w poszczególnych eliminacjach | Wyniki w poszczególnych eliminacjach | Wyniki w poszczególnych eliminacjach | Wyniki w poszczególnych eliminacjach | Wyniki w poszczególnych eliminacjach | Wyniki w poszczególnych eliminacjach | Wyniki kierowców | Wyniki kierowców | Wyniki konstruktora | Wyniki konstruktora |
| 1987  |                       |              |                 |                    | Brazylia                             | San Marino                           | Belgia                               | Monako                               | Stany Zjednoczone                    | Francja                              | Wielka Brytania                      | Niemcy                               | Węgry                                | Austria                              | Włochy                               | Portugalia                           | Hiszpania                            | Meksyk                               | Japonia                              | Australia                            | Pkt.             | Msc.             | Pkt.                | Msc.                |
| ----- | --------------------- | ------------ | --------------- | ------------------ | ------------------------------------ | ------------------------------------ | ------------------------------------ | ------------------------------------ | ------------------------------------ | ------------------------------------ | ------------------------------------ | ------------------------------------ | ------------------------------------ | ------------------------------------ | ------------------------------------ | ------------------------------------ | ------------------------------------ | ------------------------------------ | ------------------------------------ | ------------------------------------ | ---------------- | ---------------- | ------------------- | ------------------- |
| 1987  | USF&G Arrows Megatron | Arrows A10   | Megatron M12/13 | Derek Warwick      | NU                                   | 11                                   | NU                                   | NU                                   | NU                                   | NU                                   | 5                                    | NU                                   | 6                                    | NU                                   | NU                                   | 13                                   | 10                                   | NU                                   | 10                                   | NU                                   | 3                | 16               | 11                  | 7                   |
| 1987  | USF&G Arrows Megatron | Arrows A10   | Megatron M12/13 | Eddie Cheever      | NU                                   | NU                                   | 4                                    | NU                                   | 6                                    | NU                                   | NU                                   | NU                                   | 8                                    | NU                                   | NU                                   | 6                                    | 8                                    | 4                                    | 9                                    | NU                                   | 8                | 10               | 11                  | 7                   |
| 1987  | Ligier Loto           | Ligier JS29B | Megatron M12/13 | René Arnoux        | -                                    | NW                                   | 6                                    | 11                                   | -                                    | -                                    | -                                    | -                                    | -                                    | -                                    | -                                    | -                                    | -                                    | -                                    | -                                    | -                                    | 1                | 20               | 1                   | 11                  |
| 1987  | Ligier Loto           | Ligier JS29B | Megatron M12/13 | Piercarlo Ghinzani | -                                    | NU                                   | 7                                    | 12                                   | -                                    | -                                    | -                                    | -                                    | -                                    | -                                    | -                                    | -                                    | -                                    | -                                    | -                                    | -                                    | 0                | 24               | 1                   | 11                  |
| 1987  | Ligier Loto           | Ligier JS29C | Megatron M12/13 | René Arnoux        | -                                    | -                                    | -                                    | -                                    | 10                                   | NU                                   | NU                                   | NU                                   | NU                                   | 10                                   | 10                                   | NU                                   | NU                                   | NU                                   | NU                                   | NU                                   | 1                | 20               | 1                   | 11                  |
| 1987  | Ligier Loto           | Ligier JS29C | Megatron M12/13 | Piercarlo Ghinzani | -                                    | -                                    | -                                    | -                                    | NS                                   | NU                                   | EX                                   | NU                                   | 12                                   | 8                                    | 8                                    | NU                                   | NU                                   | NU                                   | 13                                   | NU                                   | 0                | 24               | 1                   | 11                  |
| 1988  |                       |              |                 |                    | Brazylia                             | San Marino                           | Monako                               | Meksyk                               | Kanada                               | Stany Zjednoczone                    | Francja                              | Wielka Brytania                      | Niemcy                               | Węgry                                | Belgia                               | Włochy                               | Portugalia                           | Hiszpania                            | Japonia                              | Australia                            | Pkt.             | Msc.             | Pkt.                | Msc.                |
| 1988  | USF&G Arrows Megatron | Arrows A10B  | Megatron M12/13 | Derek Warwick      | 4                                    | 9                                    | 4                                    | 5                                    | 7                                    | NU                                   | NU                                   | 6                                    | 7                                    | NU                                   | 5                                    | 4                                    | 4                                    | NU                                   | NU                                   | NU                                   | 17               | 8                | 23                  | 5                   |
| 1988  | USF&G Arrows Megatron | Arrows A10B  | Megatron M12/13 | Eddie Cheever      | 8                                    | 7                                    | NU                                   | 6                                    | NU                                   | NU                                   | 11                                   | 7                                    | 10                                   | NU                                   | 6                                    | 3                                    | NU                                   | NU                                   | NU                                   | NU                                   | 6                | 12               | 23                  | 5                   |